# Эпельбойм, Иосиф Шмарьевич

Раввин Й. Ш. Эпельбойм с женой С. Э. Штипельман и детьми Марой (Марьям) и Срулом (Израилем). Кишинёв, 1923

Йосеф-Шмейрл Эпельбойм (11 октября 1893, Ганчешты, Кишинёвский уезд, Бессарабская губерния — 1962, Кишинёв, Молдавская ССР) — бессарабский и советский раввин и общественный деятель.

## Биография
Йосеф Эпельбойм родился в бессарабском местечке Ганчешты (ныне райцентр Хынчештского района Молдавии) в семье ганчештского раввина Шмарье Шмилевича Эпельбойма (1871—1942) и Марьям Столяр (1875—1913). В детстве переболел полиомиелитом, оставившим после себя хромоту. Раввинское звание (смиху) получил у Лейба Цирельсона в Кишинёве и вплоть до 1940 года работал его личным секретарём.
В 1920—1930 годы был одним из руководителей Кишинёвского отделения ортодоксального объединения «Агудас Исроэл», занимался организацией помощи еврейским беженцам с Украины. Участвовал в открытии в городе общинного дома для престарелых, первой в Бессарабии кишинёвской религиозной школы для девочек сети «Бейс Яаков». С 1928 года издавал на идише газету «Ди вох» (Неделя), публиковался под псевдонимом Йосеф Шац. В 1930-е годы выпускал ежемесячный журнал «Дэр штыб—журнал» (Домашний журнал). Преподавал в религиозной гимназии раввина Л. М. Цирельсона Моген Довид и основы иудаизма в румынских гимназиях города.
В 1938 году Йосеф Эпельбойм издал учебный трактат «Пниней хадос» (Жемчужина веры), выдержавший в последние десятилетия несколько переизданий в разных странах. В годы Великой Отечественной войны — в эвакуации. С 1945 года и до конца жизни был раввином еврейской общины Кишинёва, располагавшейся в единственной, оставшейся после войны синагоге стекольщиков (глейзэршил).
Племянник — математик Идел Ушерович Бронштейн.

## Книги
- פּניני הדת: מעין שלחן ערוך שטתי, מקצר ומפֿרש להבנת התלמידים (Пниней хадос — жемчужина веры, יוסף אפלבוים). Кишинёв: Типография «Либерал», 1938 (переиздания: Нью-Йорк, 1958, 1962, 1972, 1986).[2][3][4]